# Bob ai XXI Giochi olimpici invernali - Bob a due femminile
La gara si è disputata tra il 23 e il 24 febbraio presso il Whistler Sliding Centre, a Whistler, ed è stata vinta dalla coppia canadese formata da Kaillie Humphries e Heather Moyse.

## Record
I record della pista sono i seguenti:
| Tipo     | Data            | Squadra                                 | Tempo |
| -------- | --------------- | --------------------------------------- | ----- |
| Partenza | 6 febbraio 2009 | Stati Uniti Erin Pac Michelle Rzepka    | 5.17  |
| Pista    | 6 febbraio 2009 | Stati Uniti Shauna Rohbock Elana Meyers | 53.53 |

## Squadre qualificate
Il 20 gennaio la FIBT ha annunciato che si sono qualificati alla gara le seguenti squadre:
3 squadre:
- Germania e  Stati Uniti

2 squadre:
- Canada,  Svizzera,  Regno Unito e  Russia

1 squadra:
- Paesi Bassi,  Italia,  Belgio,  Romania,  Irlanda e  Giappone

## Risultati
In corsivo è indicato il tempo di spinta; in grassetto il tempo migliore di manche.
| Pos. | Part. | Nazione         | equipaggio                             | Manche 1         | Manche 2         | Manche 3          | Manche 4     | Totale       | Distacco |
| ---- | ----- | --------------- | -------------------------------------- | ---------------- | ---------------- | ----------------- | ------------ | ------------ | -------- |
|      | 2     | Canada 1        | Kaillie Humphries Heather Moyse        | 5"12 SR 53"19 TR | 5"11 SR 53"01 TR | 5"11 =SR 52"85 TR | 5"17 53"23   | 3'32"28      | -        |
|      | 5     | Canada 2        | Helen Upperton Shelley-Ann Brown       | 5"17 53"50       | 5"18 53"12       | 5"18 53"34        | 5"18 53"17   | 3'33"13      | +0"85    |
|      | 6     | Stati Uniti 2   | Erin Pac Elana Meyers                  | 5"17 53"28       | 5"15 53"05       | 5"16 53"29        | 5"23 53"78   | 3'33"40      | +1"12    |
| 4    | 1     | Germania 1      | Sandra Kiriasis Christin Senkel        | 5"27 53"41       | 5"25 53"23       | 5"26 53"58        | 5"26 53"59   | 3'33"81      | +1"53    |
| 5    | 9     | Stati Uniti 3   | Bree Schaaf Emily Azevedo              | 5"30 53"76       | 5"28 53"33       | 5"30 53"56        | 5"27 53"40   | 3'34"05      | +1"77    |
| 6    | 4     | Stati Uniti 1   | Shauna Rohbock Michelle Rzepka         | 5"20 53"73       | 5"19 53"36       | 5"20 53"53        | 5"18 53"44   | 3'34"06      | +1"78    |
| 7    | 7     | Germania 3      | Claudia Schramm Janine Tischer         | 5"30 53"65       | 5"28 53"57       | 5"32 53"81        | 5"29 53"65   | 3'34"68      | +2"40    |
| 8    | 11    | Paesi Bassi 1   | Esme Kamphuis Tine Veenstra            | 5"24 53"81       | 5"22 53"59       | 5"24 54"09        | 5"23 53"65   | 3'35"14      | +2"86    |
| 9    | 14    | Russia 1        | Anastasia Skulkina Elena Doronina      | 5"38 54"38       | 5"36 53"64       | 5"37 54"08        | 5"35 53"83   | 3'35"93      | +3"65    |
| 10   | 12    | Svizzera 2      | Fabienne Meyer Hanne Schenk            | 5"29 54"04       | 5"29 54"27       | 5"32 54"00        | 5"31 53"82   | 3'36"13      | +3"85    |
| 11   | 13    | Gran Bretagna 2 | Paula Walker Kelly Thomas              | 5"36 54"19       | 5"32 53"58       | 5"39 54"47        | 5"38 53"94   | 3'36"18      | +3"90    |
| 12   | 8     | Svizzera 1      | Sabina Hafner Caroline Spahni          | 5"32 54"18       | 5"31 54"70       | 5"30 53"87        | 5"32 54"09   | 3'36"84      | +4"56    |
| 13   | 16    | Italia 1        | Jessica Gillarduzzi Laura Curione      | 5"28 54"15       | 5"24 54"37       | 5"28 54"40        | 5"27 54"11   | 3'37"03      | +4"75    |
| 14   | 18    | Belgio 1        | Elfje Willemsen Eva Willemarck         | 5"41 54"27       | 5"38 54"40       | 5"46 54"64        | 5"42 54"17   | 3'37"48      | +5"20    |
| 15   | 17    | Romania 1       | Carmen Radenovic Alina Vera Savin      | 5"46 54"41       | 5"48 54"46       | 5"52 54"82        | 5"50 54"58   | 3'38"27      | +5"99    |
| 16   | 20    | Giappone 1      | Manami Hino Konomi Asazu               | 5"56 54"64       | 5"55 54"78       | 5"50 54"65        | 5"54 54"31   | 3'38"38      | +6"10    |
| 17   | 19    | Irlanda 1       | Aoife Hoey Claire Bergin               | 5"44 55"04       | 5"43 54"49       | 5"43 54"73        | 5"44 54"58   | 3'38"84      | +6"56    |
| 18   | 15    | Russia 2        | Olga Fedorova Yulia Timofeeva          | 5"20 54"40       | 5"20 55"21       | 5"20 54"40        | 5"20 57"39   | 3'41"40      | +9"12    |
| 19   | 21    | Australia 1     | Astrid Loch-Wilkinson Cecilia McIntosh | 5"45 54"85       | 5"51 54"66       | 5"47 55"16        |              | 2'44"67      |          |
|      | 10    | Gran Bretagna 1 | Nicola Minichiello Gillian Cooke       | 5"27 53"85       | 5"28 53"73       | 5"29 55"87        | non partite  | -            | -        |
|      | 3     | Germania 2      | Cathleen Martini Romy Logsch           | 5"22 53"28       | 5"23 53"32       | 5"26 53"39        | squalificate | squalificate |          |